# Mark Padun
Mark Padun (em ucraniano: Марк Падун; Donetsk, 6 de julho de 1996) é um ciclista ucraniano. Estreiou com a equipa Bahrain Merida Pro Cycling Team em 2017 como estagiário. Desde 2018 faz parte do mesmo conjunto já como profissional.

## Palmarés
- 2015 (como amador)
  - 1 etapa do Giro do Friuli Venezia Giulia

- 2016 (como amador)
  - 1 etapa do Giro do Vale de Aosta

- 2017 (como amador)
  - Flèche du Sud
  - Troféu Banca Popular de Vicenza
  - 1 etapa do Giro Ciclístico d'Italia
  - Grande Prêmio Capodarco

- 2018
  - 1 etapa do Tour dos Alpes

- 2019
  - Campeonato da Ucrânia Contrarrelógio  
  - Adriatica Ionica Race, mais 1 etapa

- 2021
  - 2 etapas do Critério do Dauphiné

## Resultados em Grandes Voltas e Campeonatos do Mundo
| Corrida            | Corrida            | 2018 | 2019 | 2020 | 2021 |
| ------------------ | ------------------ | ---- | ---- | ---- | ---- |
|                    | Giro d'Italia      | —    | —    | 70.º | —    |
|                    | Tour de France     | —    | —    | —    | —    |
|                    | Volta a Espanha    | Ab.  | 84.º | —    | 59.º |
| Mundial em Estrada | Mundial em Estrada | —    | —    | —    | —    |

—: não participa

Ab.: abandono

## Equipas
- Bahrain Merida Pro Cycling Team (stagiaire) (08.2017-12.2017)
- Bahrain (2018-2021)
  - Bahrain Merida (2018-2019)
  - Team Bahrain McLaren (2020)
  - Team Bahrain Victorious (2021)